# Юридична школа Сіті
Юридична школа Сіті — одна з п'яти шкіл Лондонського міського університету.

## Опис
Школа має два відділення, що розміщені у різних кампусах. Навчальний заклад надає освіту усіх рівнів кваліфікації: там готують бакалаврів, спеціалістів, магістрів, а також проводяться курси підвищення кваліфікації. Щороку у школі навчаються 1500 студентів.

## Відомі випускники
Школу закінчили прем'єр-міністри Великої Британії Тоні Блер, Маргарет Тетчер, Клемент Еттлі та Герберт Генрі Асквіт. Серед іноземних випускників школи найвідоміші Джавахарлал Неру — перший прем'єр-міністр Індії та Мухаммед Алі Джинна — батько-засновник незалежного Пакистану.